# Tachysphex helveticus
Tachysphex helveticus ist eine Grabwespe aus der Familie der Crabronidae.

## Merkmale
Die Tiere erreichen eine Körperlänge von 7 bis 9 Millimetern (Weibchen) bzw. 5 bis 8,5 Millimetern (Männchen). Ihr Hinterleib ist schwarz gefärbt. Der Clypeus ist beim Weibchen flach, der Tarsenkamm ist farblos bis hellgelb. Das Männchen hat am Clypeus einen Mittellobus mit Seitenecken. Die Tarsen an den Vorderbeinen besitzen einen Borstenkamm. 

## Vorkommen
Die Art ist Europa bis etwa zum 61. Breitengrad sowie in der Türkei, östlich bis in die Mongolei und Kasachstan verbreitet. Sie besiedelt temperaturbegünstigte unbewachsene bis locker bewachsene Lebensräume mit Lockersand. Die Tiere fliegen in einer Generation von Ende Mai bis Mitte August. Die Art ist in Mitteleuropa selten. 

## Lebensweise
Die Weibchen von Tachytes helveticus legen ihre Nester im lockeren Sand an. Pro Nest wird nur eine Zelle angelegt. Die Brut wird mit zwei bis vier Larven von Feldheuschrecken versorgt. Das Ei wird zwischen den Hüften der vorderen und mittleren Beine des Wirtes abgelegt. Das Nest wird schließlich auch unter Zuhilfenahme des Hinterleibes verschlossen. Die Verpuppung der Larve findet in einem festen, sanddurchsetzten Kokon statt. Die Imagines besuchen nur selten Blüten. 